# Sveta Sperandia
Sveta Sperandia (Sperandea; Gubbio, 1216. – Cingoli, 11. rujna 1276.) je svetica katoličke crkve. Rodica je svetog Ubalda. Zaredila se kao benediktinka u Cingoli. Kasnije je postala opatica.
Tijelo joj je ostalo neraspadnuto. Od smrti je ekshuminirana osam puta. Spomendan joj se slavi 11. kolovoza, a kanonizirana je 1635.

## Poveznice
- Neraspadnuta tijela svetaca